# Alarek's
Alarek's är ett vattendrag i Armenien. Det ligger i den norra delen av landet, 80 kilometer norr om huvudstaden Jerevan.
I omgivningarna runt Alarek's växer i huvudsak lövfällande lövskog. Runt Alarek's är det ganska tätbefolkat, med 96 invånare per kvadratkilometer.